# Mellissa Dunn
Pour les articles homonymes, voir Dunn.
Mellissa Dunn (née le 21 mai 1976 à Melbourne)  est une joueuse australienne de basket-ball en fauteuil roulant. Elle fait partie de l’ équipe nationale australienne de basket-ball en fauteuil roulant qui a remporté la médaille d’argent, aux Jeux paralympiques de Sydney en 2000.

## Biographie
Dunn est née le 21 mai 1976 à Melbourne. En 1994, elle est passagère à l'arrière d'une voiture impliquée dans un accident de la route ;  elle se brise le dos et le cou et souffre de plusieurs blessures internes. Son pronostic vital est alors engagé, mais les médecins ont décidé de la transférer à Adélaïde dans l'espoir de pouvoir l'aider. Elle y est hospitalisée pendant plus de six mois et, à part un léger mouvement de ses orteils, elle est paralysée et incapable de marcher.
Lors de sa convalescence à Adélaïde, elle découvre le basket-ball. Elle regagne des sensations au niveau de ses jambes et elle réapprend à marcher, à s'asseoir et à se tenir debout. À son retour à Darwin, elle reprend des études en art et en droit. Elle joue également au basket-ball de manière compétitive, rejoignant l'équipe de l’État du Territoire du Nord avec Nadya Romeo . Elle est sélectionnée en équipe féminine australienne de basket-ball en fauteuil roulant  et participe aux Jeux paralympiques de Sydney en 2000. L’équipe, composée notamment de ses anciennes coéquipières Nadya Romeo et Melanie Hall, termine médaillée d’argent.
Après les Jeux paralympiques, Dunn devient avocat en 2001. La même année, elle donne naissance à un fils, un événement difficile compte tenu de ses blessures antérieures. En 2002, elle est embauchée par Priestleys Lawyers, une société spécialisée dans les lésions corporelles, la santé au travail et le droit pénal. Au cours des années suivantes, elle concilie les besoins de sa carrière et celle de son fils. En 2005, elle acquiert le cabinet d’avocats où elle travaillait. Dunn déclare alors qu'elle voit les défis comme des "tremplins" vers le succès.